# 格雷菲諾縣

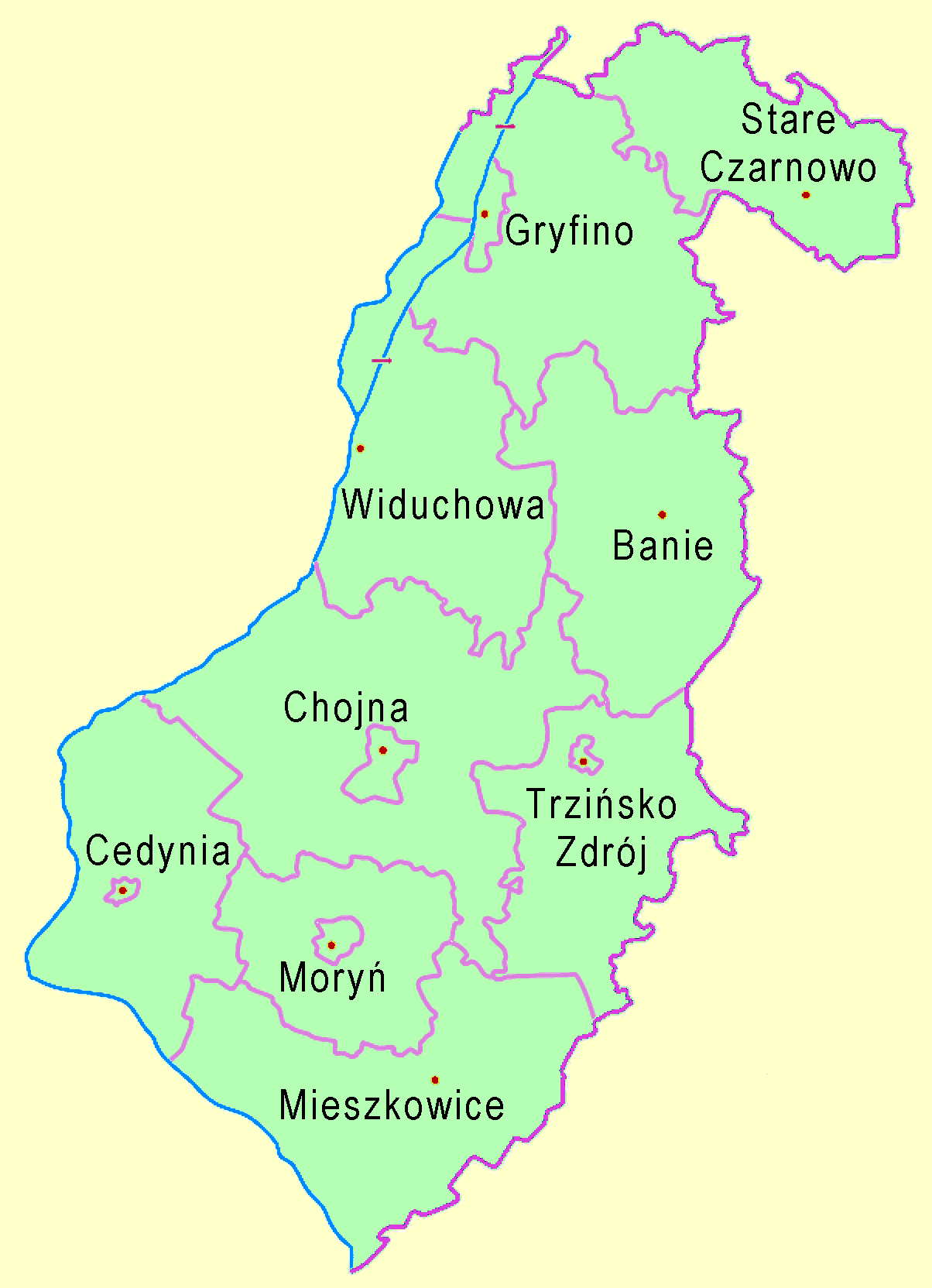

53°15′N 14°29′E / 53.250°N 14.483°E
格雷菲諾縣（波蘭語：Powiat gryfiński），是波蘭的縣份，位於該國西北部，由西波美拉尼亞省負責管轄，首府設於格雷菲諾，面積1,870平方公里，2006年人口82,813，人口密度每平方公里44人。